# Antoine Georges
Antoine Georges, né le 14 avril 1961 à Paris, est un physicien français.

## Biographie
Ancien élève de l'École Polytechnique (X1980).
Chercheur au Laboratoire de physique théorique de l'École normale supérieure de 1986 à 2003.
Chargé de recherche, puis directeur de recherche au CNRS. Professeur de physique à l'École polytechnique et à l'Université de Genève, et président de 2006 à 2009 du Département de physique théorique de l'École polytechnique.
Depuis 2009, il est professeur au Collège de France, titulaire de la chaire de Physique de la matière condensée,.
Il est élu membre de l'Académie des sciences en Intersections le 18 novembre 2014.
Il est le directeur du Centre de Physique Quantique Numérique (Center for Computational Quantum Physics) du Flatiron Institute (Simons Foundation, New York). 

## Principales distinctions
- 1983, Prix Louis-Armand
- 1990, Prix Anatole et Suzanne Abragam (Académie des Sciences)
- 2004, Prix Dargelos, avec le climatologiste Hervé Le Treut
- 2006, Prix international Europhysics-Agilent prize attribué par l'European Physical Society, avec Gabriel Kotliar, Walter Metzner et Dieter Vollhardt
- 2007, Médaille d'argent du CNRS[4]

## Publications
- Diffusion anormale dans les milieux désordonnés : mécanismes statistiques, modèles théoriques et applications, ANRT, 1988[5]
- De l'atome au matériau, Les phénomènes quantiques collectifs, Leçons inaugurales du Collège de France / Fayard, 2010[6],[7]
- A. Aspect, R. Balian, G. Bastard, J.P. Bouchaud, B. Cabane, F. Combes, T. Encrenaz, S. Fauve, A. Fert, M. Fink, A. Georges, J.F. Joanny,  D. Kaplan, D. Le Bihan, P. Léna, H. Le Treut, J-P Poirier, J. Prost et J.L. Puget, Demain la physique, (Odile Jacob, 2009)  (ISBN 9782738123053)